# Lody Kong
Lody Kong ist eine US-amerikanische Sludge-Metal-/Hardcore-Punk-Band aus Phoenix (Arizona). Maßgeblich beteiligt an der Band sind Igor und Zyon Cavalera, zwei Söhne von Max Cavalera (ex-Sepultura; Soulfly).

## Geschichte
Lody Kong wurde von den Brüdern Igor und Zyon Cavalera 2011, kurz nach der Auflösung ihrer ersten gemeinsamen Band Mold Breaker gegründet. Zum Line-up kamen John Bauer (Gitarre) und Shea Fahey (Bass) hinzu. Der Name basiert auf einem Freund von ihnen namens Kody Long. Nach einigen Demoliedern 2012 nahm sie ihr Vater Max Cavalera mit auf die Soulfly-Tour Maximum Cavalera. 2013 erschien die erste EP No Rules über Minus Head Records. Zu dem Lied Monkeys Always Look veröffentlichte die Band ein Video. Produziert wurde die EP vom ehemaligen Soulfly-Schlagzeuger Roy Mayorga (heute: Stone Sour).
2016 kamen für Bauer und Fahey Travis Stone (Gitarre) und Noah Shepherd (Bass) in die Band. Am 25. März 2016 erschien das Debütalbum Dreams and Visions über die Plattenfirma Mascot Label Group. Im Vorfeld erschien ein Lyric-Video zu Chillin’, Killin’.

## Stil
Musikalisch beeinflusst wurde die Band, die eine Mischung aus Hardcore Punk, Grunge und Thrash Metal spielt, durch so unterschiedliche Bands wie Deftones, Bad Brains, Metallica und Nirvana. Textlich befassen sich die sarkastisch und wild vorgetragenen Lieder mit Sozialkritik und alltäglichen Problemen.

## Diskografie
- 2012: Bird (Demo, Eigenproduktion)
- 2013: No Rules (EP, Minus Head Records)
- 2016: Dreams and Visions (Album, Mascot Label Group)